# 자토이치
《자토이치》(座頭市)는 맹인 검객이자 자토인 이치(市)를 주인공으로 한 액션 시대극이다.
1962년 카츠 신타로를 주연으로 다이에이를 통해 영화화 된 후, 총 26편의 시리즈가 개봉됐다. 1976년에는 영화와 같이 카츠 신타로를 주연으로 텔레비전 드라마 시리즈로도 제작됐다.

## 텔레비전 드라마
- 《자토이치 이야기》 (1974년)
- 《신 자토이치 1》 (1976년)
- 《신 자토이치 2》 (1978년)
- 《신 자토이치 3》 (1979년)

## 리메이크 작품
- 마검의 심판자 - 필립 노이스 감독의 1989년 미국 영화.
- 자토이치 (2003년 영화) - 기타노 다케시가 감독, 주연을 맡았다.
- 이치 (영화) - 주연: 아야세 하루카
- 자토이치 더 라스트 - 사카모토 준지가 감독, 카토리 싱고가 자토이치 역을 맡았다.